# 臺灣民主共產黨
台灣民主共產黨是中華民國已解散的一個政黨。
該黨於2009年10月1日正式成立，分裂自同年3月31日成立的中華民國共產黨。該黨成立目的是走臺灣自己特色的社會主義路線，並和平與中國大陸統一，使臺灣在一國兩制下成立高度自治的台灣特別行政區政府。陈水扁的堂弟陈天福担任该党总书记。
2009年3月底，中華民國內政部批准中华民国共产党成立，陈天福出任总书记，党旗直接用中华人民共和国国旗。不过，在当了短短5个多月的总书记后，陈天福就宣布，他的支持者无法接受在“共产党”三字前面加上“中华民国”名字，加上他在党内没有实权，因此决定成立其拥有实质领导权的新政党。2009年9月25日，中華民國共產黨宣布開除陳天福黨籍。
2009年10月1日，陈天福一手主导的台湾民主共产党正式成立，中央黨部設於臺北市中正區泉州街26號。按陈天福的说法，2009年10月1日是中华人民共和国成立60周年的日子，他选在当天成立台湾民主共产党，是要祝福大陆同胞们节日快乐，祝愿中华民族在中国共产党的带领下走向康庄大道。该党党章强调，该党公职人员将以“实事求是、与时俱进”精神为人民服务；该党党旗也与中国共产党党旗基本一致，只是在党徽之下加了小小的绿色台湾岛图案。
2013年9月18日，民主進步黨立法委員田秋堇公布一封由台灣民主共產黨寄發的、邀請赴上海市參加本年10月1日中華人民共和國國慶及該黨成立4周年茶會的邀請函，田秋堇說，這很明顯是中華人民共和國利用台灣言論自由與結社自由來進行統戰，「已經到了毫不避諱的地步」。內政部民政司司長黃麗馨說，《人民團體法》僅規範政黨組織相關規定，《兩岸人民關係條例》僅限制台灣人民不得到中國大陸擔任公職、黨職，《兩岸人民關係條例》並未明文限制或禁止政黨到中國大陸舉辦類似活動。
2013年9月25日，台灣民主共產黨預定於上海市舉辦的黨慶活動最終被叫停，陳天福接受中央通訊社訪問時說，這次辦不成「有很多不能說的原因」，他不願細說原因，也不願透露被哪個單位叫停。